# Christoph Rheineck
Christoph Rheineck   (Memmingen, 1 de novembre de 1748 - Memmingen, 29 de juliol de 1797) fou un compositor alemany.
En un principi es dedicà al comerç a Sankt-Gallen i a Lucerna, però després es dedicà a la composició, havent recollit molts aplaudiments, a França principalment. A Lió estrenà la seva òpera L'amant statue o Le nouveau Pygmalion (1774), i va compondre una altra òpera titulada Rinaldo, estrenada el 1779. També és autor de diversos lieders.